# Courbe en J
Une courbe en J (ou courbe en J inversé) désigne la représentation graphique, par une courbe, d'un effet non-linéaire, par exemple un phénomène de détérioration initiale suivi d’un redressement qui permet de dépasser l'état originaire. 
C'est un type de courbe souvent évoqué dans les domaines de l'économie, de la santé, des médicaments, de la sylviculture, etc.

## Dans le domaine de l'économie
Les modélisateurs cherchent à décrire les phénomènes économiques graphiquement par des courbes. 
Une courbe en J décrit un phénomène de chute brutale suivie par une augmentation plus que proportionnelle à la chute. 
Elle décrit un type particulier de comportement d'une variable, que l'on peut trouver dans de nombreuses situations.

### Solde commercial après une dépréciation

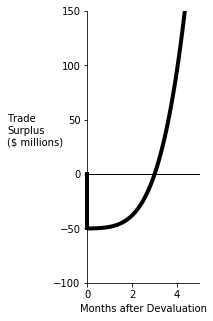
Exemple de courbe en J, donnant le solde commercial après une dévaluation.

#### Le principe
La courbe en J la plus connue est celle qui décrit la dépréciation de la devise d'un pays. 
L'idée est de dévaluer volontairement la devise d'un pays dans le but de faire de la dévaluation compétitive, rendre les prix "artificiellement" plus bas sans changement dans le mode de production et ce pour rééquilibrer une balance commerciale déficitaire.   
Le graphique est divisible en 3 temps ce qui explique la forme de J :  
- Dans le premier temps T1, il y a un effet prix qui fait que le prix de l'importation augmente ce qui rend l'importation plus difficile et a un effet négatif sur la balance commerciale, qui accentue le déficit.
- Puis, dans un second temps T2, il y a un effet volume qui fait que les exportations sont facilités et augmentent en volume, ce qui produit un rétablissement de la balance commerciale.
- Pour finir, dans un dernier temps T3 la balance commerciale peut même devenir excédentaire si l'effet volume est suffisamment puissant.

Pour que le mécanisme ci-dessus fonctionne, il faut observer au préalable la condition de Marshall-Lerner. 
L'inverse peut également s'observer : lors d'une réévaluation d'une devise, ou de son appréciation, la hausse du solde de la balance courante est ensuite suivie d'une baisse de ce même solde.

#### Quelques Limites
- La DIPP (division internationale du processus productif / division internationale du travail) fait que le prix des intrants importés dans la production augmente par les conséquences de la dépréciation, réduisant donc l’efficacité de la mesure.
- La différentiation  fait que la compétitivité peut être hors prix, et donc rendre inutile une telle mesure
- Certains composants de la demande en importation sont dits "incompressibles", on ne peut pas s'en passer, donc les conséquences peuvent être désastreuses pour certains secteurs, notamment pour l’importation d’énergie et de pétrole.
- Le comportement des exportateurs peut être de ne pas répercuter la baisse des prix pour pouvoir augmenter leurs marges sans frais ni changements dans la production, ce qui augmente leurs bénéfices sans efforts et laisse simplement les effets négatifs aux consommateurs ou aux secteurs importateurs.
- On peut déplorer la présence d'un effet revenu : La dépréciation fait que le revenu des exportations augmente, donc le PIB augmente, ce qui pousse à plus de distribution aux ménages et aux entreprises, en conséquence la consommation ou investissement (public ou privé) augmente, cela crée donc une tendance à l’importation, ce qui fait annule les effets sur la balance commerciale (le but initial étant de rétablir la position déséquilibrée entre une importation trop forte et une exportation trop faible) ce qui pousse nécessairement à contenir la demande intérieure, par peut-être des politiques d'austérités.
- Une partie de l’offre domestique va vouloir plus exporter, car les exportations sont plus rentables qu'auparavant. En même temps la demande domestique est plus forte car les importations coûtent plus chères, il en résulte une baisse de l'activité nationale. On peut la prévenir si l'économie est suffisamment diversifiée et surtout pas en plein emploi des facteurs de production.

### Profits après la création d'une entreprise
La courbe en J est aussi utilisée pour mettre en lumière les difficultés des entreprises, et plus précisément des fonds d’investissement, durant leurs premières années. Il est habituel que les premières années de ces fonds soient bouclés dans le rouge, du fait de la nécessité pour ces entreprises d'accumuler des fonds et de calibrer leur portefeuille.

## Dans le domaine de la santé
La courbe en J apparait parfois dans les courbes décrivant l'effet d'un facteur médicamenteux ou au contraire de mortalité.

### Dans le domaine de l'alcoologie
L'américain Curtis Ellison, et à sa suite de nombreux médecins, ont affirmé que le risque statistique de mourir à cause d'une consommation d'alcool modérée (jusqu'à 3 verres par jour, dose ensuite diminuée à 2 verres/jour) se représente non pas par une droite montante comme dans le cas des effets du tabac sur la santé, mais par une courbe en J. Ceci signifierait qu'avec un verre par jour, le risque serait moindre de mourir pour le buveur de vin que pour le non-buveur … Cette affirmation a été reprise par le lobby du vin et des alcools, et colportée par un grand nombre d'articles sans vérification des paramètres de l'hypothèse de départ.
Après vérification, il a été montré que l'étude initiale comportait des biais méthodologiques, ensuite souvent reproduits : des chercheurs, dont Tim Stockwell (psychologue et épidémiologiste anglais, à l'Université de Victoria, Canada) ont en effet montré que dans les études faisant apparaitre un effet positif du vin, le groupe des abstinents sains (comparés au groupe des buveurs modérés de l'étude) comprenait en fait aussi des personnes en mauvaise santé, dont certains (des « abstinents secondaires » ayant arrêté justement pour des raisons de santé et/ou problèmes liés à l'alcool). La logique scientifique aurait voulu qu'ils soient classés dans le groupe des buveurs ou dans une sous-catégorie anciens buveurs. Quand ce biais est corrigé, les conclusions de l'étude changent, et la courbe également : statistiquement parlant, même un petit buveur a un risque de mourir plus élevé qu'un abstinent ; la courbe en J reprend alors une forme de droite, comme dans le cas des risques dose-dépendants pour les fumeurs par rapport aux non-fumeurs. Le risque statistique redevient « dose-dépendant ». Les méta-analyses récentes [1] et/ou le suivi d'énormes cohortes concluent que le risque augmente à partir de zéro pour le buveur d'alcool, quel que soit le type d'alcool. En 2021, Cash Investigation a retracé le financement des études concluant que le vin est bon pour la santé. Elles semblent toutes liées à l'ISFAR (forum de 50 scientifiques de divers pays, dont au moins 22 ont été directement ou indirectement financé parfois durant des décennies par des alcoolisés), au VSOD (lobby des alcoolisés). En 2016 Cutis Ellison qui est à l'origine de la « courbe en J » a déclaré avoir été financé durant 50 ans par au moins 4 des grands groupes d'alcooliers, et il a encore ensuite touché deux fois 25 000 dollars de leur part.